# Westfield (Maine)
Westfield ist eine Town im Aroostook County des Bundesstaates Maine in den Vereinigten Staaten. Im Jahr 2020 lebten dort 455 Einwohner in 222 Haushalten auf einer Fläche von 104,3 km².

## Geografie
Nach Angaben des United States Census Bureau hat die Town eine Fläche von 104,3 km²; 104,2 km² davon entfallen auf Land und 0,1 km² auf Gewässer.

### Geografische Lage
Westfield liegt im östlichen Aroostook County nahe an der Grenze zu Kanada. Die Oberfläche der Town ist eben, jedoch befindet sich im Westen eine Hügelgruppe, deren höchste Erhebung der 384 m hohe Green Mountain. Es gibt keine größeren Flüsse oder Seen auf dem Gebiet der Town.

### Nachbargemeinden
Alle Entfernungen sind als Luftlinien zwischen den offiziellen Koordinaten der Orte aus der Volkszählung 2010 angegeben.
- Norden: Presque Isle, 6,8 km
- Nordosten: Easton, 14,5 km
- Osten: Mars Hill, 13,4 km
- Südosten: Blaine, 14,1 km
- Süden: E-Township im Unorganized Territory von Central Aroostook
- Westen: Unorganized Territory von Central Aroostook, 27,7 km
- Nordwesten: Chapman, 16,5 km

### Stadtgliederung
In Westfield befindet sich der gleichnamige Siedlungskern: Westfield.

### Klima
Die mittlere Durchschnittstemperatur in Westfield liegt zwischen −12,2 °C (10° Fahrenheit) im Januar und 18,3 °C (65° Fahrenheit) im Juli. Damit ist der Ort gegenüber dem langjährigen Mittel der USA um etwa 10 Grad kühler. Die Schneefälle zwischen Oktober und Mai liegen mit über fünfeinhalb Metern knapp doppelt so hoch wie die mittlere Schneehöhe in den USA, die tägliche Sonnenscheindauer liegt am unteren Rand des Wertespektrums der USA.

## Geschichte

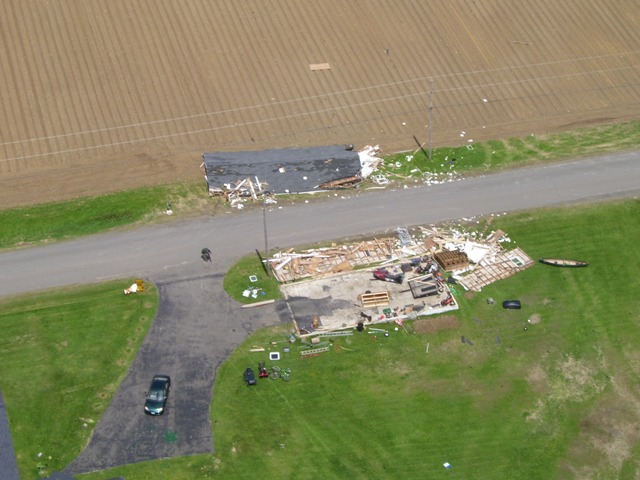
Zerstörtes Haus nach Tornado

Das heutige Westfield wurde ursprünglich als zwei half-township Grants vergeben, das Deerfield Academy Grant und das Westfield Academy Grant und 1861 als Plantation eingetragen. Die ursprüngliche Bezeichnung für dieses Gebiet lautete Township No. 10, Second Range West of the Easterly Line of the State (T10 R2 WELS). 1905 erfolgte die Anerkennung als town. Die ersten europäischen Siedler waren 1839 James Thorncraft und seine Frau. 1863 wurde das erste Schulhaus gebaut.
Ein Tornado richtete im Mai 2009 schwere Schäden an.

### Einwohnerentwicklung
| Volkszählungsergebnisse – Town of Westfield, Maine | Volkszählungsergebnisse – Town of Westfield, Maine | Volkszählungsergebnisse – Town of Westfield, Maine | Volkszählungsergebnisse – Town of Westfield, Maine | Volkszählungsergebnisse – Town of Westfield, Maine | Volkszählungsergebnisse – Town of Westfield, Maine | Volkszählungsergebnisse – Town of Westfield, Maine | Volkszählungsergebnisse – Town of Westfield, Maine | Volkszählungsergebnisse – Town of Westfield, Maine | Volkszählungsergebnisse – Town of Westfield, Maine | Volkszählungsergebnisse – Town of Westfield, Maine |
| Jahr                                               | 1800                                               | 1810                                               | 1820                                               | 1830                                               | 1840                                               | 1850                                               | 1860                                               | 1870                                               | 1880                                               | 1890                                               |
| -------------------------------------------------- | -------------------------------------------------- | -------------------------------------------------- | -------------------------------------------------- | -------------------------------------------------- | -------------------------------------------------- | -------------------------------------------------- | -------------------------------------------------- | -------------------------------------------------- | -------------------------------------------------- | -------------------------------------------------- |
| Einwohner                                          |                                                    |                                                    |                                                    |                                                    |                                                    |                                                    |                                                    | 76                                                 | 103                                                | 166                                                |
| Jahr                                               | 1900                                               | 1910                                               | 1920                                               | 1930                                               | 1940                                               | 1950                                               | 1960                                               | 1970                                               | 1980                                               | 1990                                               |
| Einwohner                                          | 259                                                | 689                                                | 798                                                | 776                                                | 735                                                | 557                                                | 569                                                | 517                                                | 647                                                | 589                                                |
| Jahr                                               | 2000                                               | 2010                                               | 2020                                               | 2030                                               | 2040                                               | 2050                                               | 2060                                               | 2070                                               | 2080                                               | 2090                                               |
| Einwohner                                          | 559                                                | 549                                                | 455                                                |                                                    |                                                    |                                                    |                                                    |                                                    |                                                    |                                                    |

## Kultur und Sehenswürdigkeiten

### Bauwerke
Auf dem Gebiet der Town befindet sich die Beecher H. Duncan Farm. Sie wurde von 1910 bis 1912 gebaut und im Jahr 2009 unter der Register-Nr. 09000011 unter Denkmalschutz gestellt und ins National Register of Historic Places aufgenommen.

## Wirtschaft und Infrastruktur

### Verkehr
Die Maine State Route 11 führt in nordsüdlicher Richtung durch die Town und verbindet Westfield mit Presque Isle im Norden und Houlton im Süden. Die Bahnstrecke Brownville–Saint-Leonard führt durch die Town und in Westfield befindet sich eine Haltestelle.

### Öffentliche Einrichtungen
Die Mark and Emily Turner Memorial Library steht mit ihrem Angebot den Bewohnern von Westfield in Presque Isle zur Verfügung.
In Presque Isle befindet sich neben dem Aroostook Medical Center weitere Krankenstationen, nicht nur für die Bewohner der City, sondern auch für die der angrenzenden Towns, wie Westfield.

### Bildung
Westfield gehört mit Castle Hill, Chapman, Mapleton und Presque Isle zum Maine School Administrative District #1.
Im Schulbezirk werden folgende Schulen angeboten:
- Zippel Elementary School in Presque Isle
- Mapleton Elementary School in Mapleton
- Pine Street Elementary School in Presque Isle
- Presque Isle Middle School in Presque Isle
- Presque Isle High School in Presque Isle
- Presque Isle Regional Career & Technical Center in Presque Isle